# Нью-Ривер (река, впадает в Солтон-Си)
Нью-Ривер (англ. New River, исп. Río Nuevo) — река, протекающая на север по территории Мексики и США. Её длина составляет 125 км. Своё начало берёт в вулканическом озере Серро-Прието, протекает через мексиканский город Мехикали, пересекает мексикано-американскую границу, протекает через американский город Калексико и впадает в озеро Солтон-Си.
Является одной из самых грязных в Северной Америке. По этой причине было запущено несколько проектов по очистке реки.